# Televisione (film)
Televisione è un film di fantascienza del 1931 diretto da Charles de Rochefort, tratto da una commedia di Howard Irving Young. Oltre che in lingua italiana, il film venne girato simultaneamente in francese (Magie moderne), olandese (Der Sensatie der toekomst), svedese (Trådlöst och kärleksfullt), polacco (Swiat bez granic) e romeno (Televiziune).

## Trama
André Leroy è un giovane elettrotecnico che ha progettato un avveniristico apparecchio televisivo. Nel cercare un finanziatore per poter brevettare e produrre l'apparecchio, si mette in contatto con il direttore della ditta presso cui la sua fidanzata lavora. Questi però, capita la grande potenzialità dell'invenzione, foriera di ingenti guadagni, tenta di carpirgliela e solo dopo molte peripezie André e la fidanzata riusciranno a sventare il suo losco piano.

## Produzione
Il film fu prodotto dalla Paramount Pictures (con il nome Paramount Publix Corporation). Venne girato in Francia, negli studi Paramount a Joinville-le-Pont nella Valle della Marna.

## Distribuzione
Distribuito dalla Paramount Pictures, uscì nelle sale cinematografiche italiane nel settembre 1931.